# Double Coin
Double Coin ( 双钱S) è un'azienda cinese di pneumatici radiali per autocarri e autoveicoli.
Ha sede a Shanghai ed è di proprietà di maggioranza di Shanghai Huayi. Il logo rappresenta due antiche monete cinesi con i caratteristici fori quadrati al centro.
Double Coin produce anche pneumatici per auto e camion leggeri a marchio Warrior Tyre, in joint venture con Michelin.